# La Colladeta (Hortoneda)
La Colladeta és una collada i una partida rural situada a 979,4 metres d'altitud del terme municipal de Conca de Dalt (antic terme d'Hortoneda de la Conca), al Pallars Jussà, vora el poble d'Hortoneda.
Es troba al nord d'Hortoneda, al sud-est del Roc de Tomàs i al nord-oest de lo Tossalet, a l'esquerra del barranc d'Eroles, que més avall s'anomena de Llabro.
Hi passava el camí vell, actualment en part perdut, d'Hortoneda a l'Espluga de Cuberes.